# Fischern (Schirnding)
Fischern (früher Bayerisch Fischern) ist ein Gemeindeteil des Marktes Schirnding im Landkreis Wunsiedel im Fichtelgebirge (Oberfranken, Bayern).

## Geografie
Der Weiler liegt  direkt an der Grenze zu Tschechien am Nordrand des Kohlwaldes im Fichtelgebirge nahe der Grenze zur Tschechischen Republik. Nördlich befindet sich die Wüstung Rybáře (früher Böhmisch Fischern). Zu erreichen ist Fischern über die Europastraße 48 (Bundesstraße 303) und den Bahnhof Schirnding, der an der Bahnstrecke Nürnberg–Cheb liegt.

## Geschichte
Die erste schriftliche Erwähnung des Ortes Fischern erfolgte im Jahre 1300. Im Zuge der Verpfändung der Reichsstadt Eger durch den römisch-deutschen König Ludwig der Bayer an den böhmischen König Johann von Luxemburg im Jahre 1322 wurde die beiderseits der Eger gelegene Ansiedlung Fischern zwischen zwei Königreichen geteilt; das linksseitig des Flusses gelegene Dorf Böhmisch Fischern und die Wassermühle waren Teil des Egerer Reichspfandes, das rechtsegrische Dorf Bayerisch Fischern blieb bei Bayern.
Nach Territorialstreitigkeiten zwischen Österreich und Bayern wurde in der Mitte des 19. Jahrhunderts die Grenze bei Böhmisch Fischern bzw. Katholisch Fischern und Bayerisch Fischern bzw. Evangelisch Fischern neu beraint.
Wegen der Corona-Pandemie wurde am 19. März 2020 eine Ausgangssperre für Fischern von Landrat Döhler erlassen.

## Wappen
Das Wappen wurde am 16. August 1962 durch Bescheid des Bayerischen Staatsministeriums des Innern genehmigt.
Blasonierung: „In Silber ein gestürztes blaues Deichselkreuz mit gewellten Balken; rechts ein schwebendes schwarzes Tatzenkreuz, links ein sechsstrahliger roter Stern.“ (Anmerkung: Bei einer Blasonierung werden die Seiten spiegelverkehrt angegeben.)
Das Deichselkreuz symbolisiert den Zusammenfluss der die Staatsgrenze bildenden Flüsse Röslau und Eger in Fischern. In dem kleinen Ort und dem zum Gemeindegebiet gehörenden Dorf Oschwitz im Sechsämterland, das vorher zum Reichsgut von Eger und seit der Wende des 14. und 15. Jahrhunderts zum Territorium der Burggrafen von Nürnberg und nachmaligen Markgrafen von Brandenburg-Bayreuth zählte, bestanden trotz des Wechsels der Landeshoheit die Beziehungen zu Eger durch die Grundherrschaft fort. Oschwitz gehörte fast ganz der Kommende Eger des Deutschen Ritterordens, seit 1692 endgültig der Stadt Eger. In Fischern dominierte neben den Deutschherren die Kommende Eger des Kreuzherrenordens als Grundeigentümer. Die Erinnerung an diese ortsgeschichtlichen Verhältnisse halten im Gemeindewappen das schwarze Kreuz des Deutschordens und der rote Stern als Symbol der Kreuzherren wach. Die Farben Silber und Schwarz im Wappen weisen auf das Markgraftum Bayreuth hin.

## Baudenkmäler
Im Ort gibt es sieben Baudenkmäler. Siehe Liste der Baudenkmäler in Schirnding.